# حسین گلستانی (والیبال نشسته)
حسین گلستانی (زادهٔ ۷ اسفند ۱۳۷۰) یک بازیکن والیبال نشسته اهل ایران است. وی در  بازی‌های پارالمپیک تابستانی ۲۰۱۶ و بازی‌های پارالمپیک تابستانی  ۲۰۲۰ همراه با تیم والیبال نشسته ایران با شکست تمامی حریفان به مدال طلا دست یافت.. از دیگر افتخارات مهم او می توان به کسب سه مدال طلا در بازی‌های پاراآسیایی اشاره کرد.

## افتخارات
- مدال طلای بازی‌های پارالمپیک تابستانی ۲۰۱۶ ریودوژانیرو برزیل
- مدال طلای بازی‌های پارالمپیک تابستانی ۲۰۲۰ توکیو ژاپن
- مدال طلای بازی‌های پاراآسیایی ۲۰۱۴ اینچئون کره جنوبی
- مدال طلای بازی‌های پاراآسیایی ۲۰۱۸ جاکارتا اندونزی
- مدال طلای بازی‌های پاراآسیایی ۲۰۲۲ هانگژو چین